# Patalene nicoaria
Patalene nicoaria là một loài bướm đêm trong họ Geometridae.